# Anthurium alticola
Anthurium alticola Croat, 1986 è una pianta della famiglia delle Aracee diffusa in Costa Rica e Colombia.